# 학생

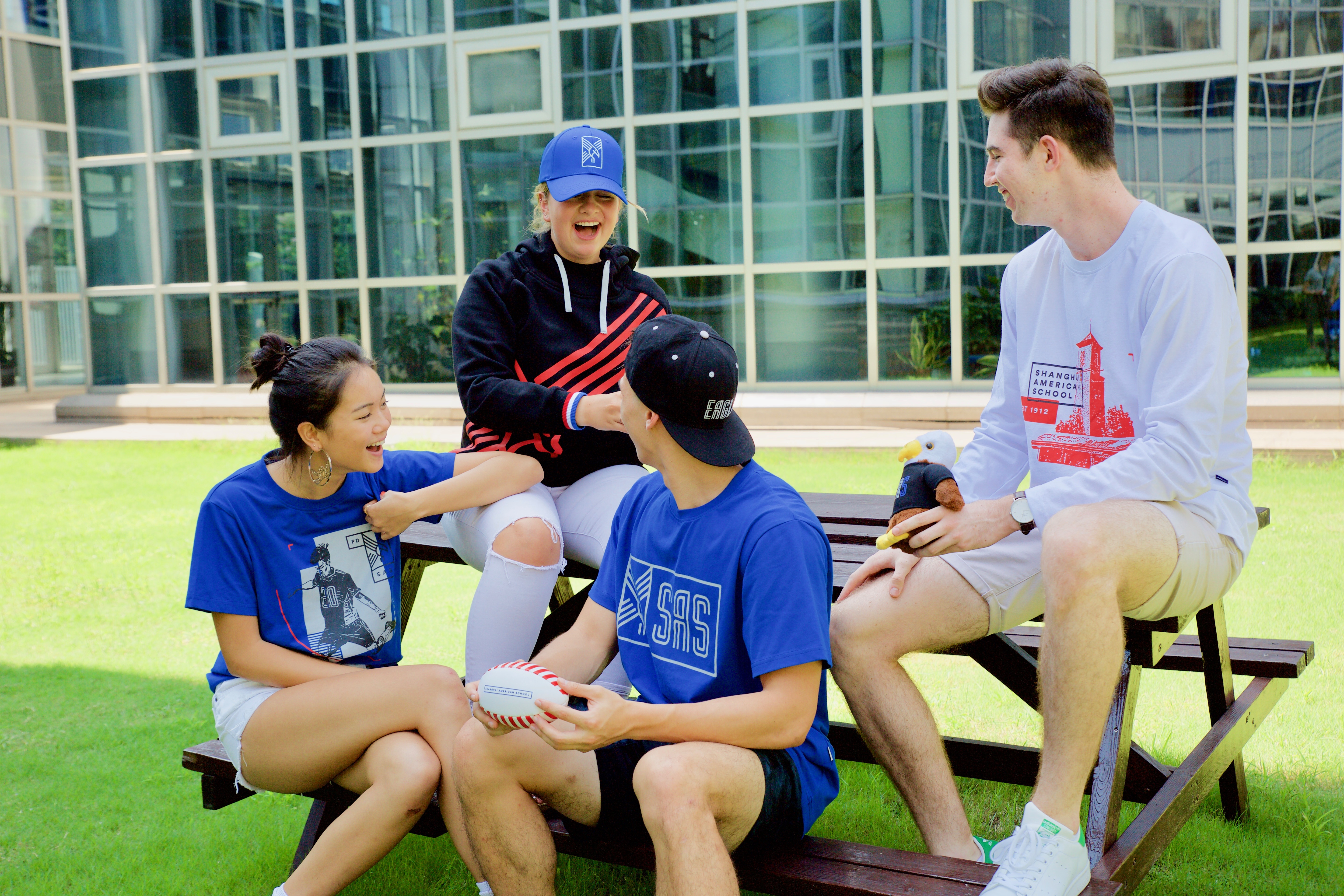
2017년 중국 상하이의 한 국제학교에서 다른 국적의 학생들. 그 학교에는 교복이 없다.

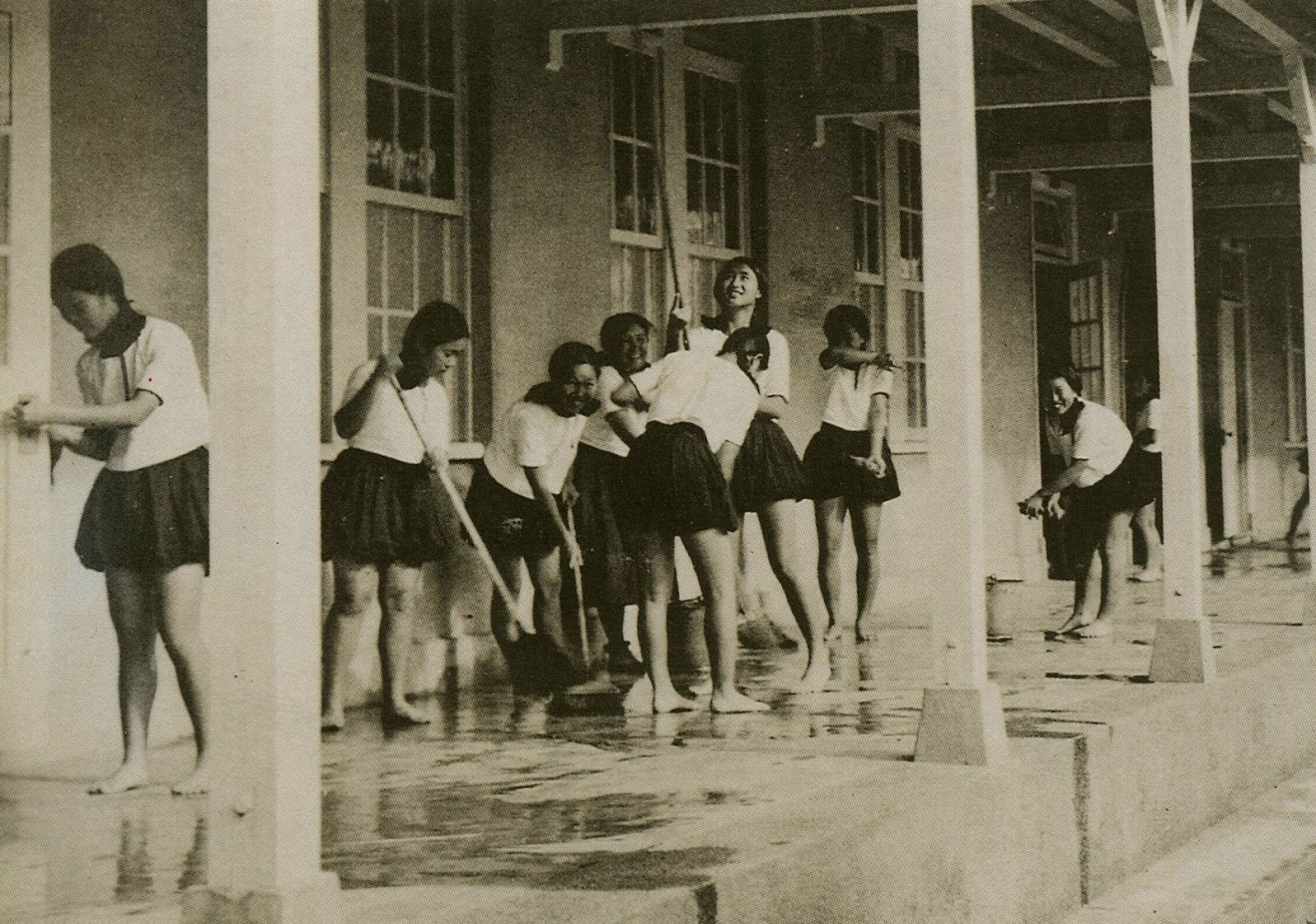
1927년 일본 통치하의 타이완 소녀들.

학생(學生, 영어: student)은 학교에 다니면서 교육을 받는 사람을 뜻하는 말이다. 일반적으로 교육을 통해 배우는 사람은 "학습자"라고 한다. 학생은 교사와 더불어 학교 교육 활동의 가장 중요한 주체이다. 학교에 처음 입학하는 학생은 신입생(新入生)으로 부른다. 그리고 학교를 졸업하는 학생은
졸업생(卒業生)이라고 부른다.
학생들은 학교에서 사회생활에 필요한 규칙을 배운다.

## 나라별 호칭
학생에 대한 호칭들은 나라별로 다음과 같다.

### 대한민국
- 초등학생 - 초등학교에 다니는 학생이다.
- 중학생 - 중학교에 다니는 학생이다. 성별에 따라 남중생, 여중생 이라고도 한다.
- 고등학생 - 고등학교에 다니는 학생이다. 남고생, 여고생, 고딩과 같은 줄임이 있다. 계열에 따라 공고생 (공업고등학교 재학생), 상고생 (상업고등학교 재학생), 과고생 (과학고등학교 재학생) 등으로 부르기도 한다.
- 대학생 - 대학교에 다니는 학생이다. 여대생, 대딩과 같은 줄임이 있다. 대학 이름을 붙여서 서울대생 (서울대학교 재학생), 연대생 (연세대학교 재학생), 고대생 (고려대학교 재학생)과 같이 부르는 경우나, 단과대학 (학과) 이름을 붙여서 의대생 (의학과 재학생), 약대생 (약학과 재학생), 공대생 (공과대학 대학생)과 같이 부르는 경우도 있다.
- 전문대생 - 전문대학교에 다니는 학생.
- 대학원생 - 대학원에 다니는 학생.
- 기숙생 - 기숙사에서 생활하는 학생이며 기숙사생이라고도 한다.
- 통학생 - 기숙사에서 생활하지 않고 자기 집이나 하숙집에서 학교에 가는 학생.
- 하숙생 - 하숙집에 살면서 학교에 다니는 학생.
- 전학생 - 다른 학교에 전학을 온 학생.
- 유학생 - 다른 나라에 유학을 간 학생.
- 졸업생 - 그 학교를 졸업한 학생.
- 수험생 - 대학수학능력시험(수능)을 앞두고 있는 학생.
- 재수생 - 시험에 떨어져서 배웠던 과정을 다시 배우는 학생. 횟수에 따라 3회 이상일 때에는 삼수생, 사수생, 오수생, 육수생, 장수생 등으로도 부르며 이를 통칭하는 N수생도 쓰인다.
- 반수생 - 대학을 한 학기 다녔다가 적성에 맞지 않거나 더 높은 대학에 가고자 적성에 맞는 전공과목에 합격할 때까지 다시 배우는 학생
- 복학생 - 휴학했다가 다시 학교 교육 과정을 배우는 학생
- 휴학생 - 대학에 휴학을 신청한 학생
- 예과생 - 대학의 의예과·치의예과·한의예과·수의예과에 재학하는 학생
- 본과생
- 편입생 다른 대학에서 편입학한 학생.
- 장학생 장학금을 받으며 학교에 다니는 학생
- 문과생 일반계 고등학교 문과에 다니는 학생
- 이과생 일반계 고등학교 이과에 다니는 학생

이 밖에도 다음과 같은 표현도 쓰인다.
- 생도 - 사관학교 등에서 학생을 이르는 말.
- 중고생 - 중학생과 고등학생을 아울러 이르는 말.
- 초중고생 - 초등학생, 중학생, 고등학생을 아울러 이르는 말.
- 여중생, 여고생, 여대생 - 각각 여자 중학생, 여자 고등학생, 여자 대학생을 이르는 말이다.
- 학생들 사이에서는 초딩(초등학생), 중딩(중학생), 고딩(고등학생), 대딩(대학생) 같은 신조어도 주로 쓰인다.
- 남중생, 남고생, 남대생 - 과거에는 잘 쓰이지 않았으나, 2010년대 이후로는 사용되고 있다.[1][2][3]

### 중국
중화인민공화국에서는 학교에 따라 소학생, 초중생, 고중생, 대학생이라는 표현을 사용한다. 대학원을 중국에서는 연구원으로 부르므로 대학원생이라는 표현은 쓰이지 않고 연구생이라고 부른다

### 일본
대학교·대학원·단기대학에 재학 중인 자에게는 학생, 중학교·고등학교에 재학 중인 자에게는 생도, 초등학교에 재학 중인 자에게는 아동, 유치원생에게는 유아(幼兒)/원아라고 부른다.

## 기간
학생의 신분을 유지하는 기간은 대개 청소년기와 겹친다. 나라마다 교육제도가 달라 조금씩 차이가 있으나 대부분 12년 이상을 학생으로 지낸다. 대한민국에서는 초등학교 6년, 중학교 3년, 고등학교 3년의 초중등교육기간 12년을 학생으로 지낸 뒤 대학 등의 고등교육기관에 진학할 경우 2년 ~ 8년간을 더 공부한다.

## 기타 표현
- 학생의 날: 대한민국은 11월 3일을 학생의 날로 기념하고 있다. 학생의 날은 1929년에 있었던 광주항일학생운동을 기념하여 제정되었다.[4] 1973년 폐지되었다가 1980년 다시 기념일로 지정되었다. 1984년 9월 19일 국무회의에서 11월 3일을 학생의 날로 정하기로 의결하였다. 그러나, 정작 대부분의 학교에서는 학생의 날을 인정하지 않고 있다.
- 1학년 학생들에게는 대한민국에서 새내기라는 호칭이 따라다닌다. 미국에서는 "fish", "fresher", "frosh", "newbie", "freshie", "snotter", "fresh-meat" 등의 호칭을 사용한다.
- 2학년 이상 학생을 헌내기라고도 부른다.

## 같이 보기
- 공부 방법
- 교복
- 교사
- 대학도시
- 유학생
- 재택학습
- 청년
- 학생 운동
- 학습